# 丁绍光

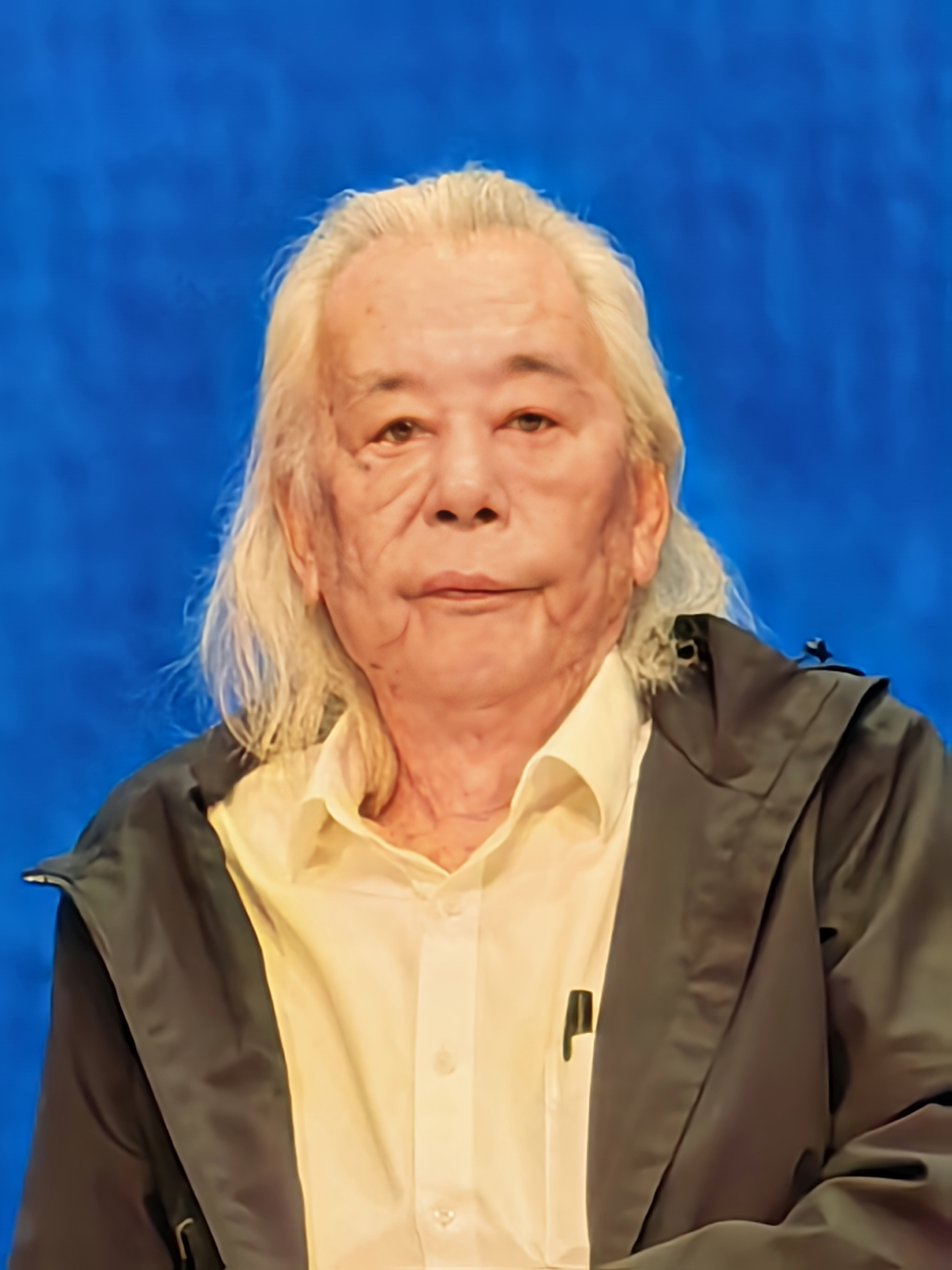

丁绍光（1939年10月7日—），陕西城固人，祖籍山西运城，美籍华裔画家，现代重彩画大师。

## 生平
丁绍光1939年出生于山西运城，其父丁俊生曾任制宪国民大会代表、监察委员。1948年父母随国民政府迁台，他与几位兄长则留在了大陆。1954年他考入中央工艺美术学院附中，1957年入读中央工艺美术学院。1962年毕业后任教于云南艺术学院美术系，期间开创了中国现代画坛知名的云南画派。1979年他为人民大会堂创作了壁画《美丽、富饶、神奇的西双版纳》。1980年赴美，任教于加州大学洛杉矶分校艺术系。1992年他的作品《白夜》被佳士得以200万港币售出，创下了当时中国在世画家画作的最高拍卖价。同年出任美国中国美术家协会会长。1993年至1995年间三次成为联合国代表画家。1998年为上海大剧院创作壁画《艺术女神》。2011年他又使用30万块玻璃为上海文化广场地下音乐厅创作了总面积达334.75平方米的巨型壁画《生命之源》。